# Gabriel Agbonlahor
Gabriel "Gabby" Agbonlahor, född 13 oktober 1986 i Birmingham, är en engelsk före detta fotbollsspelare med härstamning från Nigeria och Skottland.
2005 var han utlånad till både Watford FC och Sheffield Wednesday FC. Debutmålet för Aston Villa kom mot Everton den 18 mars 2006. Han spelar både som anfallare och yttermittfältare.

## Landslagskarriär
Agbonlahor härstammar från både Skottland och Nigeria. Hans far är från Nigeria och modern är från Skottland. Efter att hans far hade dött så tappade han kontakten med sin mamma. Den 20 september 2006 ett erbjudande från Nigerias U-20 lag men tackade nej. Han ville inte spela för det nigerianska landslaget utan för det engelska. Istället blev han åtta dagar senare uppkallad till Englands U-21 landslag och fick komma in som avbytare i en match mot Tysklands U-21 landslag. Den 1 februari kom han med i Fabio Capellos 23-mannatrupp som skulle möta Schweiz. Men Agbonlahor var tvungen att tacka nej till erbjudandet på grund av en skada. Efter det var han avbytare i två andra matcher när England vann mot USA och Trinidad & Tobago.
Den 15 november blev Agbonlahor åter igen kallad till Capellos trupp och denna gång fick han starta matchen när England mötte Tyskland i en vänskapsmatch och spelade 76 minuter.